# Bianca Marie Sforza
Bianca Marie Sforza také Blanka Marie Milánská (5. dubna 1472 – 31. prosince 1510, Innsbruck) byla milánská princezna, krátce vévodkyně savojská. Stala se druhou manželkou císaře Maxmiliána I.

## Biančin život před svatbou
Byla dcerou milánského vévody Galeazza Marii z rodu Sforza a jeho druhé ženy Bony Savojské. Byla vnučkou Francesca I. Sforzy a sestrou Giana Galeazza (1469–1494), Ermese Marii (1470–1503) a Anny Marie (1473–1497).

Po brzké smrti otce (byl zavražděn) žila na přepychovém dvoře svého strýce regenta Lodovica Sforzy, zvaného il Moro. Bianca nebyla žádná krasavice, ale obrovské věno, které sliboval její strýc, jí přidávalo na kráse. Byla vychována podle tehdejší tradice, zejména vynikala ve vyšívaní (věnem dostala devět tisíc jehel a šest stříbrných náprstků).
Blančiným prvním manželem se stal v roce 1474 savojský vévoda Filibert, který zemřel roku 1482. Poté měla bohatá nevěsta mnoho dalších nápadníků a její strýc věděl, že s Biancou udělá dobrý obchod. Protože chtěl Lodovico zlepšit i své postavení na evropských dvorech (byl pouze regentem za Biančina bratra Giana a navíc mu chyběl šlechtický původ), jevil se mu jako vhodný nápadník císařův syn Maxmilián. Jeho neteř jako manželka císaře byl lákavý sen, jenž se také vyplnil (až po smrti císaře Fridricha III.).
Dohoda byla výhodná pro oba zúčastněné. Lodovico měl dostat vévodský titul, náležející jeho synovci. A císař zase 400 tisíc dukátů věna, což se Maxmiliánovi, který byl neustále ve finanční tísni, hodilo. Navíc ještě dostala nevěsta výbavu, také v hodnotě nejméně 400 tisíc dukátů, která byla vystavena v den svatby. Biance měly být doživotně poskytovány příjmy z panství Leoben, Judenburg, Klosterneuburg a Bardenone.

## Svatba a Biančin život po svatbě
Svatba Bianky a Maxmiliána se konala v listopadu 1493 v Miláně, které na Ludovicovo přání vyzdobil Leonardo da Vinci. Uměnímilovný vladař chtěl předvést přepychový životní styl milánského dvora. Oddávajícím byl turínský arcibiskup Domenico Della Rovere. Už týdny před svatbou byly rozeslány pozvánky na různé evropské dvory. Král Maxmilián však chyběl – šlo totiž o sňatek per procurationem, tj. v zastoupení – a nechal se zastupovat bratrancem, markrabětem Kryštofem Bádenským.
Po svatbě se nevěsta vydala, v naprosto nevhodné roční době, na cestu přes Alpy do své nové vlasti. Namáhavá cesta, která vedla tyrolskými městy Como a Vetlin, přes stilfské a wormské sedlo do Malsu, trvala deset dní. V průběhu cesty její ženich místo setkání několikrát změnil. Nejprve se měli setkat ve Freiburgu, poté v Augustenburgu, až ji doprovod dovezl do Innsbrucku, kde strávila nějakou dobu na dvoře arcivévody Zikmunda, kde se velmi spřátelila s jeho mladou ženou Kateřinou. Nakonec se Bianca s Maxmiliánem setkali v Hallu 9. března 1494;[zdroj⁠?!] o týden později se pak konala řádná svatba.
Mladá žena měla brzy poznat, že ji manžel nejen nemiluje, ale je pro něho navíc přítěží. Když došly peníze, které Maxmilián rychle utratil, pozbyla pro něj Bianca ceny. Navíc ve světle srovnání s jeho první ženou Marií Burgundskou nemohla Bianca nikdy obstát.[zdroj⁠?!] Často nechal Maxmilián svou ženu sedět jako zástavu v některém městě, kde si pak věřitelé na Biance vylili svůj vztek.[zdroj⁠?!] Musela také například strpět, že její manžel má u stolu po svém boku nejen ji, ale také svou dlouholetou přítelkyni Rosinu von Kreig, a další milostné eskapády (měl přes tři desítky nemanželských dětí). Navíc ji nakazil syfilidou, takže nemohla mít děti.[zdroj⁠?!]
V roce 1498 byla Bianka na krátko vtažena Maxmiliánem do politiky. Zastupovala svého muže v době tzv. švábské války ve švýcarském Fribourgu a věnovala velkou iniciativu na shánění financí. Její snaha však nebyla moc úspěšná. Maxmilián to dával za vinu její neschopnosti, ač sám si nevedl lépe. V roce 1500 ji dokonce vykázal z Augsburgu a Bianka byla nucena žít v Rakousích.

## Biančina smrt
Jak plynula léta, Biančina situace se nelepšila, právě naopak. Musela chodit ve starých obnošených šatech a často měla potíže nalézt střechu nad hlavou, protože se v zemi dobře vědělo o Maxmiliánově finanční situaci. Občas dostávala plané sliby od manžela, ale nakonec ji ani nevzal v roce 1508 do Tridentu, kde se nechal prohlásit císařem.
Biančin zdravotní stav se také rok od roku zhoršoval, celé dny trpěla horečkami, což lékaři přičítali hltavému, nestřídmému jídlu a nadměrnému pojídání hlemýžďů. Odmítla veškerou léčbu, jak pouštění žilou, tak užívání projímadel.
Bianca Maria Sforza zemřela 31. prosince 1510 a je pohřbena v cisterciáckém klášteře Stams, její manžel se pohřbu nezúčastnil.